# Возроди во мне жизнь
«Возроди во мне жизнь» (исп. Arráncame la vida, англ. Tear this heart out) — фильм режиссёра Роберто Шнайдера
по одноимённому роману мексиканской писательницы Анхелес Мастретты (1985). Является самым дорогим художественным мексиканским фильмом, на момент выхода, со стоимостью 6,5 миллионов долларов. Сам роман переведён на несколько языков.

## Сюжет
Действие происходит в 1930-х годах спустя два десятилетия после Мексиканской революции. Девушка по имени Каталина Гусман (Ана Клаудия Таланкон) рассказывает историю своей жизни и своего брака с амбициозным генералом Андресом Асенсио (Даниэль Хименес Качо). Соблазнив её и женившись, он занимает пост генерал-губернатора, а она выполняет роль светской дамы, увлечённая его богатством, властью и возможностью бежать из родительского дома. Полностью отдавшись политической карьере мужа, она преданна ему, даже несмотря на любовницу и её детей, которых ей приходится воспитывать. Зрелой женщиной она влюбляется в молодого дирижёра и левого активиста Карлоса Вивеса (Хосе Мария де Тавира), который становится её самой большой любовью и трагедией.

## Награды и номинации
- Приз «Серебряный Ариэль» в категории Лучшая режиссура, Лучшие костюмы, Лучший грим, Лучший адаптированный сценарий (2009).
- Номинация на Премию аргентинских кинокритиков в категории Лучший фильм на испанском языке (2009).
- Официальная номинация на «Оскар» от Мексики в 2009 году.